# Google Drive
Google Drive, vardagligt kallat Drive, före detta Google Docs, är en molntjänst för att skapa och dela filer som tillhandahålles kostnadsfritt av Google. Google Drive är Googles motsvarighet till Microsofts Officepaketet och Apples Iwork. Google Drive består av tre webbaserade program för att skapa och dela dokument. Genom molntjänsten kan användare tillsammans redigera dokument samtidigt, dessutom kan även andra filer laddas upp och delas. Eftersom dokumenten finns digitalt på internet så kan man nå Google Drive från alla datorer, surfplattor och mobiler som har internetuppkoppling. För surfplattor och mobiltelefoner finns för de vanligaste operativsystemen en Google Drive-app.
De tre huvudsakliga webbaserade programmen är:
- Dokument- ordbehandlingsprogram
- Kalkylark- kalkylprogram
- Presentationer- presentationsprogram

Dessutom finns två mindre program i tjänsten:
- Formulär- skapande och delande av enkäter
- Teckning- enkelt ritprogram

Google Docs skapades i augusti 2005, och syftade främst till webbaserad och kollaborativ redigering av dokument, men möjliggjorde även upp- och nedladdning av andra filtyper via webbgränssnittet. Tjänsten vidareutvecklades till Google Drive som släpptes den 24 april 2012, och även syftar till synkronisering av filer med hjälp av ett särskilt klientprogram.

## Webbaserad och kollaborativ redigering
Användaren kan dela ut ett dokument så att flera kan se och redigera det samtidigt via en webbläsare eller en mobil applikation. När någon i samarbetet gör ett bidrag eller lägger in en kommentar ser övriga omedelbart ändringen på skärmen. De redigerbara dokumenten lagras på molnet (Googles servrar) i Google-specifika dokumentformat, men kan laddas upp från och sparas ned lokalt på den egna datorn genom konvertering till/från några olika dokumentformat, som delvis är kompatibla med Googles interna lagringsformat. Ordbehandlaren är i dagsläget avsevärt mer begränsad än konventionella ordbehandlingsprogram som installeras på den egna datorn. Kalkylbladen är i hög grad kompatibel med konventionella kalkylprogram, och har dessutom verktyg för enkätundersökningar samt funktioner för automatisk sortering och filtrering. Presentationsfilerna är också kompatibla, men har begränsade möjligheter till animeringar.

## Klientprogram för synkronisering
För att synkronisera filer mellan användarens dator och molnet måste en särskild klientprogramvara installeras på användarens dator. Klienten kommunicerar med Google Drive på nätet och säkerställer att det alltid är den senaste versionen av varje fil som laddas upp till eller ned från molntjänsten.
Vid lanseringen var Google Drives klientprogram avsedda för följande enheter: på datorer som kör Windows XP, Windows Vista och Windows 7 eller Mac OS Lion (10,7) och Snow Leopard (10,6), på Android smartphones och tabletter med Eclair och nyare operativsystem (Android 2.1 +). På Iphone och Ipad, IOS 5,0 +. Arbete på Linux klientprogramvara pågår.

## Lagringsutrymme
När Google Docs startades var 1 Gigabyte utrymme inkluderat kostnadsfritt, men då Google Docs byttes till Google Drive den 24 april 2012 ökades gratisutrymmet samtidigt till 5 GB, och den 13 maj 2013 slogs utrymmet i Google Drive ihop med utrymmet i Gmail, så att det blev 15 GB för Google Drive, Gmail och Google Foto. Foton och videor som lagras i ”hög kvalitet”  (upp till 16 megapixlar för stillbilder) lagras gratis. Samtidigt började Google erbjuda mer utrymme till en månadskostnad, enligt affärsmodellen freemium.
Varje Google Apps-användare kan från och med 2013 lagra upp till 30 GB kostnadsfritt (15 GB med Google Apps kostnadsfria utgåva). Detta lagringsutrymme delas mellan Google Drive, Gmail och Google Foto. Om man närmar sig gränsen eller har slut på lagringsutrymme kan man köpa ytterligare lagringsutrymme.

## Filbegränsningar
Enskilda dokument får inte överstiga 5 TB. Inbäddade bilder kan inte överstiga 2 MB vardera, och kalkylblad är begränsad till 256 kolumner, 400 000 celler och 200 blad. I september 2009 tillade man en ekvationsredigerare som möjliggör rendering i LaTeX-format.

## Mobilåtkomst
Google Drive är en kostnadsfri mobilapplikation som underlättar för användare att läsa, ladda upp och redigera dokument från smarttelefoner och läsplattor med operativsystemet Android. Den låter användaren visa, redigera och skapa Google Drive-dokument, kalkylblad och presentationer. Androids Google Drive app kan också ta en bild av ett dokument eller annan text och använda optisk teckenigenkänning för att konvertera till text som kan redigeras. 
Appen möjliggör sökande av innehåll på flera Google-konton. Man kan också enkelt dela objekt med kontakter på den mobila enheten direkt från appen.
Appen finns för närvarande (april 2011) på engelska och fungerar på Android 2,1 + telefoner.
För Iphone och Ipad finns en webbapplikation med vilken användaren kan redigera och skapa Google Drive-dokument och kalkylblad, och visa andra typer av Google drive-filer i webbläsaren Safari.
De flesta smarttelefoner, även med andra mobiloperativsystem, kan visa och redigera Google Docs-dokument med hjälp av en mobila webbläsare..

## Google Apps för organisationer
Google Apps är en molntjänst för företag och organisationer som möjliggör e-post och dokumentdelning för organisationens användare inom intranätet (anställda) eller extranätet (exempelvis kunder eller elever). Tjänsten använder Googles servrar, och baseras på samma eller liknande teknik som Gmail och Google Drive. Användarnas e-postadresser och tjänstens webbadresser tillhör emellertid organisationens eget Internetdomän.

## Filformat som stöds av Google Drive
Användaren av Google Drive har möjlighet att förhandsgranska filer i följande format:
- Bildfiler (.JPEG, .PNG, .GIF, .TIFF, .BMP, WebP)
- Videofiler (.WebM, .MPEG4, .3GPP, .MOV, .AVI, .MPEGPS, .WMV, .FLV)
- Textfiler (.TXT)
- Microsoft Word (.DOC, .DOCX)
- Microsoft Excel (.XLS, .XLSX)
- Microsoft Power Point (.PPT, .PPTX)
- Adobe Portable Document Format (.PDF)
- Adobe Photoshop (.PSD)

Vissa av dessa format kan konverteras till och från Google Drives interna lagringsformat för ordbehandling, kalkylprogram och presentation, och därmed redigeras via molntjänsten.